# Cheignieu-la-Balme
Cheignieu-la-Balme là một xã ở tỉnh Ain, vùng Auvergne-Rhône-Alpes thuộc miền đông nước Pháp.